# Il cacciatore e la regina di ghiaccio
Il cacciatore e la regina di ghiaccio (The Huntsman: Winter's War) è un film del 2016 diretto da Cedric Nicolas-Troyan.
Il film è un prequel/spin-off/sequel del film del 2012 Biancaneve e il cacciatore, entrambi ispirati ai personaggi della fiaba di Biancaneve dei fratelli Grimm.
Il film è anche liberamente ispirato alla fiaba La regina delle nevi di Hans Christian Andersen.
Tra gli interpreti principali figurano Chris Hemsworth, Charlize Theron, Emily Blunt e Jessica Chastain.
Il film è spin-off in quanto racconta le vicende del Cacciatore, prequel perché gli eventi della prima parte del film avvengono prima di Biancaneve e il cacciatore e sequel perché la seconda parte avviene poco dopo gli eventi del primo film.

## Trama
Molti anni prima degli eventi narrati nel film precedente, la perfida e stupenda strega Ravenna si serve della sua bellezza e della sua magia per impadronirsi di un regno dopo l'altro come farà, come si è visto, con il padre di Biancaneve. Sua sorella Freya, donna buona e romantica, nel frattempo, si innamora di un giovane promesso ad un'altra, con il quale in seguito ha una bellissima bambina. La loro unione è però contrastata da vari fattori tra cui la completa disapprovazione di Ravenna; i due pianificano di sposarsi in segreto, ma mentre Freya lo attende nel punto concordato il suo amato scatena un incendio che uccide la loro bambina. Quando la donna scopre ciò che è accaduto, sopraffatta dal grande dolore e dal rammarico dovuto al tradimento, in lei si risveglia un potentissimo potere magico in grado di controllare il ghiaccio. Grazie ad esso Freya uccide il suo amato e pure il suo aspetto fisico cambia, in quanto i suoi capelli da castani diventano argentati e la sua pelle assume un colorito bianco e pallido. Dopodiché si congeda da sua sorella e si stabilisce nei regni del Nord.
Devastata dal grande dolore e dalla rabbia per quanto è accaduto, Freya decide di crearsi un regno tutto suo e comincia a rapire i bambini dei regni limitrofi e li addestra fin dalla più tenera età all'arte della guerra, in modo da crearsi un proprio esercito; ad essi e ai suoi sudditi Freya proibisce severamente inoltre l'amore, che per lei è stato solo dannoso e doloroso. Tuttavia, i suoi due migliori soldati, Eric e Sara, finiscono per innamorarsi, e si sposano in segreto. Freya lo scopre e infuriata separa i due, in procinto di scappare, con una lastra di ghiaccio. Attraverso essa, Eric vede con orrore l'amata Sara venir uccisa da un loro compagno, prima di venir sconfitto e bandito dal regno.
Eric diventerà poi il Cacciatore che, in principio assoldato da Ravenna per catturare Biancaneve riuscita a fuggire, aiuterà invece quest'ultima a sconfiggere la regina.
Sette anni dopo questi eventi Eric viene ricontattato per una missione di grande importanza: dopo aver sconfitto Ravenna, Biancaneve si è voluta disfare dello Specchio Magico, il quale continua a esercitare un influsso malefico; tuttavia i cavalieri che se ne erano presi carico sono misteriosamente scomparsi, e lo Specchio è sparito.
Accompagnato da due nani Eric si mette alla ricerca del manufatto magico, ma viene attaccato da alcune spie di Freya, la quale desidera impossessarsi dello Specchio per acquisirne la magia e conquistare anche il regno di Biancaneve.
I tre vengono però salvati da un misterioso cavaliere che altri non è se non Sara, la moglie di Eric che il Cacciatore credeva morta. Eric capisce che in realtà la lastra di ghiaccio elevata da Freya, aveva mostrato a entrambi una menzogna: Eric aveva visto morire la sua amata, e Sara sconvolta aveva visto Eric scappar via e abbandonarla. La donna è perciò molto risentita e arrabbiata con lui, poiché crede che non l'abbia mai amata; nonostante questo Sara si unisce a Eric e ai nani nella ricerca dello Specchio.
Il gruppo si imbatte in due nane donne, che li aiutano a rintracciare lo Specchio, rubato dai goblin. Riescono a recuperarlo, e nel frattempo Sara si avvede che Eric non ha mai smesso di portare al collo un ciondolo che lei gli aveva donato in pegno del suo amore, e che dunque non aveva mai smesso di amarla.
In quella però appare Freya col suo esercito, che rivela a Eric che, a causa del suo abbandono, Sara è cresciuta nella rabbia, senza amore e che il tutto è stato un inganno ai suoi danni allo scopo di sottrargli lo Specchio dopo che lui lo avesse recuperato.
Per dimostrargli ciò, la Regina di Ghiaccio ordina a Sara di ucciderlo con una freccia e subito lei esegue, ma in realtà grazie alla sua mira infallibile colpisce il ciondolo sul petto di Eric, facendo credere a Freya di aver eseguito l'ordine. Rinvenuto, il Cacciatore comprende che anche Sara lo ama ancora e che deve sconfiggere Freya per liberarla.
Freya utilizza la magia dello Specchio e, con sua somma sorpresa, risveglia la sorella Ravenna, la cui anima aveva trovato rifugio in esso dopo essere stata sconfitta da Biancaneve; una volta libera, la Regina si allea con Freya per riconquistare il regno della sua mortale nemica Biancaneve e ottenere vendetta su di lei.
Intanto Eric, aiutato dai suoi amici, riesce a penetrare nel palazzo di Freya e tenta di ucciderla, ma viene fermato da Ravenna; scoperto l'inganno di Sara, Freya adirata e sconvolta ordina di uccidere entrambi.
Tuttavia, ritrovandosi di fronte all'amore dei due, l'esercito dei Cacciatori di Freya si ribella alla loro padrona e si rivolta contro le due Regine; di fronte alla perfidia di Ravenna, la quale li attacca senza pietà, Freya sente riaccendersi la sua umanità e si ribella, poiché in realtà è silenziosamente affezionata a quelli che lei stessa ha cresciuto come figli.
Le due sorelle si fronteggiano e Freya costringe con la forza sua sorella di rivelarle la verità sul suo passato.
Attraverso i ricordi di Ravenna, Freya scopre che la sorella interrogando lo Specchio, era venuta a sapere che la figlia di Freya sarebbe stata molto più bella di lei ("La più bella del Reame"), e che il dolore di sua sorella avrebbe risvegliato in lei un potere magico smisurato e senza precedenti; per questo sia per evitare che la sua bellezza venisse superata e per ottenere il potere della sorella minore aveva organizzato un piano malefico, ipnotizzando il suo amato spingendolo così ad uccidere la loro figlioletta.
Venuta a sapere ciò, Freya profondamente sconvolta e amareggiata si scaglia contro sua sorella per difendere i suoi Cacciatori, ma viene colpita a morte; tuttavia mentre Eric lotta con Ravenna, riesce a lanciare un incantesimo sullo Specchio, trasformandolo in ghiaccio e permettendo a Eric di distruggerlo mediante il lancio di un'ascia. In questo modo Ravenna viene di nuovo sconfitta.
In punto di morte, Freya vede Eric e Sara ricongiungersi, finalmente liberi di amarsi, e capendo il vero significato dell'amore li benedice, prima di spirare. Il Regno di Biancaneve e tutti quelli conquistati da Freya sono così liberi, e Eric e Sara, insieme ai loro amici nani e agli altri Cacciatori, possono tornare alle loro vite e ai loro amori.
Nell'ultima scena, tuttavia, un corvo dorato (forse l'anima di Ravenna) si vede volare sul castello di Freya e allontanarsi in volo da esso per raggiungere il castello di Biancaneve, andando a posarsi a fianco a lei nella scena dopo i titoli di coda.

## Produzione
Un sequel era stato inizialmente programmato con Rupert Sanders alla regia, tuttavia nell'agosto 2012, a causa dello scandalo che ha visto coinvolti Kristen Stewart e lo stesso Sanders, colpevole di tradimento, il sequel fu accantonato e al suo posto si progettò uno spin-off concentrato sulla figura del cacciatore, nel quale il personaggio di Stewart non sarebbe stato incluso. Il 31 luglio 2014 è stato annunciato che il titolo del film sarebbe stato The Huntsman, con un'uscita nelle sale americane attesa per il 22 aprile 2016.
Nel gennaio del 2015 la Universal Pictures ha reclutato per la regia lo specialista in effetti visivi Cedric Nicolas-Troyan, che aveva partecipato al film originale come supervisore agli effetti visivi. Oltre al protagonista Chris Hemsworth e la confermata Charlize Theron, vi prenderanno parte anche Emily Blunt e Jessica Chastain. Con l'annuncio dell'uscita del primo trailer si conferma infine il cambiamento del titolo in Il cacciatore e la regina di ghiaccio  (The Huntsman: Winter's War).

## Distribuzione
Un breve teaser trailer è stato diffuso il 17 novembre 2015, mentre il primo trailer viene diffuso il giorno successivo.
Il film è stato distribuito nel Regno Unito il 4 aprile 2016, in Italia il 6 aprile e nelle sale cinematografiche statunitensi il 22 aprile 2016.

## Accoglienza
Il film è stato accolto negativamente dalla critica. Sul sito Rotten Tomatoes registra il 18% delle recensioni professionali positive, basato su 211 recensioni e con un voto medio di 4,5/10. Su Metacritic il film detiene un punteggio di 35 su 100, basato su 41 recensioni.
Il costo di produzione è stimato in 115 milioni di dollari e ne ha incassati 165.